# الملكشاهية
الملكشاهية أكبر القبائل الكردية في أربع أجزاء كردستان الكبرى، إيران وتركيا والعراق وسوريا. في شمالي كردستان (تركيا) يسكنون محافظات، درسيم، ارزنجان، سيواس، دياربكر، بينگول، الازير، ملاطية، وبالاخص محافظة (درسیم) يعد معقلهم الاساسي وعاصمة امارتهم چمشگزك (كردستان)، وفي القسم الإيراني في شرق كردستان في محافظة ايلام وغربي قبيلة ملكشاهي من أكبر القبائل الكردية في المنطقة ويسكنون قضاء ملكشاهي ومدينة اركواز ومهران وايوان وشيروان چرداول وكرماشان ولرستان وكوهدشت وخرم آباد وفي محافظة کردستان (سنندج) أيضا يسكنون في قرى ملكشان العليا وملكشان السفلى، وجنوب كردستان في قضاء خانقين والعراق يسكنون محافظة اربيل ودهوك وزاخو والموصل والسليمانية وكركوك وخانقين وقرى ملكشاهي ومندلي وبدرة وزرباطية والكوت وبغداد، وفي خراسان يسكنون مدن مشهد وقوچان وبجنورد وچناران وباقي المناطق في خراسان الشمالية وخراسان الرضوي، وايضا يسكنون في محافظة گيلان ومازندران وقزوين وطهران وارزبايجان، وفي غرب كردستان (سوريا) يسكنون مدن قامشلو وحسكه وعامودا ولديهم تواجد كبير في باكستان وتركمنستان والهند.

يقطن الملكشاهيون في ولاية ايلام وبالاخص في مدينة ملكشاهي ومدينة ايلام ومهران. لغتهم هي الكردية الايلامية  (إحدى لهجات الاكراد الجنوبية) ولهجتهم هي الملكشاهيه. وهناك جزء من هذه العشيرة يعيشون في محافظة كردستان في قرى ملكشان العليا والسفلى بريف سنندج (مدينة كردية ناطقة باللهجة السورانية – لهجة اكراد اربيل والسليمانية) ويتكلم هؤلاء الكردية السورانية. شطر آخر من هذه القبيلة يعيشون في العراق بشكل دائم ويقطنون في بغداد ولغتهم قريبة من اللغة الكردية. اما المتواجدون من الملكشاه داخل العراق فعلاوة على تعايش عشرات العوائل منهم داخل بغداد فانهم يتمركزون في مناطق خانقين ومندلي وقد سألت أحد معمريهم وكان من الكنياونيه عن تاريخ هجرتهم إلى هاتين المنطقتين أجابني بصراحة بأنه لا يعلم بالضبط تاريخ نزوحهم وأسباب هجرتهم.
أما المجموعات المستعربة من الملكشاه فأنها موزعة في مناطق العمارة والكوت والحي وعلي الغربي وقلعة سكر ونواحي ديالى وبعد ان سكنت هذه المناطق منذ القدم وبمرور الزمن وتعدد النسل صاروا يتكلمون بلهجات وسط وجنوب العراق ولبسوا الأزياء العربية وشدوا رؤوسهم بالعقال والكوفية وادعوا عربيتهم لاسباب امنية ومعيشية.
وهناك فرع آخر من الملكشاهية تعيش في مدينة چمشگزك في محافظة تونج ايلي في تركيا. وهناك من الملكشاهية ممن يعيش في الدول الإسكندنافية وألمانيا. أكبر تواجد للملكشاهيه هو في پشتكوه وفي مدينة ايلام حيث ان هناك ما يقارب الـ 34 فرعا من القبيلة هناك. مجموع الملكشاهيه في عام 1320 (1941 ميلادية) كان 7500 عائلة وأكثر من 50 الف فرد وقتما كان تعددا إيران 12 مليون نسمة.
وقد كانت قبيلة الملكشاهيه وقتها تعد قبيلة كبيرة وبتغير تعداد سكان إيران من 1320 إلى 1390, فإن تعداد القبيلة الملكشاهية صار يتجاوز الـ 500 الف شخص في ولاية ايلام، كردستان، ولرستان ومع الذين يسكنون في خراسان الشمالية وخراسان الرضوية ومجموع القاطنين في العراق وتركيا أيضا وتعدادهم حدود 750 الف نسمه.
فلاديمير مينورسكي كتب: اثناء القرن السابع والثامن، ما يقارب الالف اسرة من الشاهنشاهيه كانوا يملكون اراضي شاسعة يحكمونها بأنفسهم وكانوا قادرين على الدفاع عنها ضد هولاكو وتيمورلنك وقره يوسف. كما كانوا خطا دفاعيا لإيران ضد الامبراطورية العثمانية.
وايضا كان مقاتلوا الملكشاهيه علامة شاخصة في الحرب العراقية الإيرانية في الدفاع عن غرب إيران ومقاومة نظام البعث في العراق.
من فروع الملكشاهيه: خميس، رسول وند، كاظم بك، نقي، گلان، خليل وند، حسين بگ، علي نظر، شكربگ، قيطول، كلوند، كل كل، كناريوند پاولگ وقد تلقت هذه القبائل خسائر كبيرة في العراق حتى انهم طردوا من مناطقهم في العراق. وقد قتل منهم 400 داخل العراق وفيما قتل منهم أكثر من 3000 في الحرب العراقية الإيرانية في ولاية ايلام.

## البنية الاجتماعية
القبيلة الملكشاهية تمثل جزءا من سكان إيران الاصليين واحدى اقدم ولايات إيران التي كان لرؤساءها وتوشمالاتها قوة عسكرية يعتد بها.
النظام الاساسي للقبيلة قائم على اساس القرابة كمثل القبائل الأخرى، على اساس التفرع من الاباء. حشمت الله طبيبي في كتاب علم الاجتماع، ومعرفة الناس (مردم شناسی) وتتفرع قبائل وولايات القبيلة الملكشاهية بالطريقة الاتية:
ایل (قبيلة) ← طایفه (عشيرة) ← بنه مال ← مال
اما تقسيم ايرج افشار سيستاني في كتابه نظرة إلى ايلام فهو بالشكل الاتي:
ایل (قبيلة) ← طایفه (عشيرة) ← تیره (سهم) ← مال ← خانوار.

### التوشمال
زعيم ورئيس القبيلة الملكشاهية يعرف بـ «عالیجاه توشمال» أو «خان». ويقسم منصب التوشمال والخان بين اخوين؛ ويعرف من قبل الحكومة المركزية بشكل رسمي. الوظائف الرئيسية للتوشمال هي حفظ الأمن والنظر في امور القبيلة المختلفة عبر الشرطة وجمع الاموال. إدارة العشائر (طوايف) التي تدار من قبل (كدخدا) يعين من قبل التوشمال ويخضع لادارته.

### مجلس شورى قبيلة الملكشاهية
إحدى السمات البارزة للقبيلة الملكشاهية هي وجود مجلس شورى للقبيلة (هيأت توشمال وكدخدايان) أي هيئة التوشمال والكدخدايات ولا يوجد مجلس كهذه المجلس في أي مكان اخر في إيران؛ وهو علامة تنوير فكري ووحدة عشائر هذه القبيلة. مجلس الشورى هذا كان يقام حتى عام 1944, وكان يجتمع فيه التوشمال وكدخدايات 34 عشيرة بخصوص القوانين والاحكام التي تنفذها شرطة القبيلة كما ينظرون في رئاسة القبيلة الملكشاهية ولا يحق لاي شخص ان يخالف احكام هذا المجلس.

### عشائر القبيلة الملكشاهية
تقسم القبيلة الملكشاهية إلى قسمين (چمزي) و (گچي) ولكل منهم عشائر فرعية.
الملكشاهي الچمشگزك (چمزي):1- خميس 2- نقي (نظربگ) 3- كاظم بگ 4- روسگه (رستم بگ) 5- خداداد 6- ملگه 7- كلگه 8- شكر بگ 9- حسين بگ 10- خرزينوند 11- قيطولي 12- گلان 13- كله وند 14- كينيانه (ماليمان يا چشمه آدينه) 15- خليل وند 16- كناري وند 17- گراوندي 18- سراليوند 19- شه مير وكل كل 20- باباي پيرمحمد 21- كوگر 22-سيه گه 23- جمعه 24- حمانه وكول 25- نقي
ملكشاهي گچي: 26- رسولوند 27- باولگ 28- خيرشه 29- كوكي 30- دوقرصه 31- قيطول 32- خلف مهر 33- قطره سيه34- سيرانه.

### عشائر گرزدين وند
الگرزه، تأتي بمعنى عصى، لان في القديم عشائر الملكشاهية وبالاخص عشائر گرزدين وند، كانوا يحاربون العثمانيين بالعصى وخاضوا حروبا كثيرة في حدود ايلام والعراق ولهذا السبب لشجاعتهم عرفوا بهذا الاسم.
العشائر المعروفة به كرزدينوند هي ثمان عشائر وهم: 1_ خميس. 2_ حسين بيك. 3_ نقي (نظر بيك). 4_ خداداد. 5_ كاظم بيك. 6_ روسكه (رستم بيك). 7_ شكر بيك. 8_ ملگه. هذه الثمان عشائر جميعهم اخوة وابوهم اسمة (شه میر).

#### عشيرة خميس
هذه العشيرة تتكون من خمسة فروع وهي (موسى، ملگه، شمیر، علي محمد، حيدر) ومحل سكناهم قرب مدينة اركواز ومدينة ملكشاهي. وهناك عدد من عوائل هذه العشيرة في إيلام ومهران وولاية كردستان في مدينة سنندج (سنه), وفي العراق، وفي ألمانيا بميونخ. أمراء القبيلة الملكشاهية من بين عشيرة خميس عادة. ينتمي لهذه الطائفة الأميرعالیجاه التوشمال الحاج فرامرز اسدي رئيس القبيلة الملكشاهية، والأميرعالیجاه التوشمال بهلوان موسى خميس گرزدين وند رئيس القبيلة الملكشاهية وهو الجد الأكبر لعائلة موسى. ومن عوائلها اسدي، داراخاني، رحيمي، عزيزيان، جفائيان، ميرزايي، تاب، كريمي، اژدهايي، ابراهيمي، رشيد پور، قلعه دره، رهگوئي، پرواس، ملكشاهي، خَلاش، مهرابيان، پيكره، تَخِش، متين، فرجي، بيگي، آراميده، رستمي، صالحي، موسي‌نيا، ملكي، واحدي، رحيم پوران، كمري، شاهي. كبار هذه العشيرة الشیوخ: الأميرعالیجاه التوشمال اسد، باقر خان، محمد علي خان، الأمير عالیجاه التوشمال داراب خان، رحيم، فاضل، كاظم، نامدار رحيمي، صحبت رحيمي، شهباز، الأمير عالیجاه التوشمال موسي اسدي، عباس عزيزيان، محمد علي جفائيان، علي أكبر عزيزيان، داراخان داراخاني، علي پاشا داراخاني، شيرخان تاب، الكاتب والمؤرخ الاستاذ علي رضا اسدي الملكشاهي من هذه العشيرة أيضا. يوجد جزء كبير من عشيرة خميس في محافضة كركوك قضاء جمجمال - قرية عليمنسور.

#### عشيرة نقي
كان اسم هذه العشیره‌ نظر بیگ سابقا.
وتتألف من ثلاث فروع وهي (شامگه، خدامراد، جافگە) ويعيشون في قرى کلک آسیاب وزیادآباد وينتمي اليها شاه محمد ياري في عهد رضا شاه واحمد بارزاني الذي كان من حلفاء شاه محمد ياري وقبيلة ملكشاهي، واشعل ثورة كبيرة في ايلام،  ومن عوائلها أيضا یاری، تارتار، توكلي، لعل پور، جمالوندي، تيشه برپا، تارمي، پور سيدي، آسا، پيراني، فرهمنديان، محمدي فر، مومن زاده، پلوك، خانچم، جينه ور، فهيم، سينا، شمش اللهي، حامي كيا، حبيبي نيا، شيخي، اسماعيلي، صيدي، تاشك، مديري، تاران، ناصري، پارياب، عبدي، مهم تبار، نقی‌نژاد، یوسفی، تقی‌نژاد، جوانمردزاده، تاور، ولدي، تاراج. وكان شاه محمد ياري هو (كدخدا) هذه العشيرة ثم خلفه ابنه أحمد نقی‌نژاد وعلي آغا تقي نژاد وايضا الحاج اسد صيد پور.

#### عشیرة ملگه
هذه العشيرة تتكون من عوائل محمد وعلي محمد وتعيش في قرى چشمه کل ومیان تنگ وقد قرروا الانضمام لعشيرة خميس.

#### عشيرة خداداد
تتكون هذه العشيرة من عائلتين وهما اسفنديار وسيد (سي محمد) ويعيشوان في قرى میان تنگ التابعة لاركواز الملكشاهية كما تنتمي عائلة كرمي إلى هذه العشيرة أيضا.

#### عشيرة کاظم بگ
تتكون هذه العشيرة من اربع فروع وهما (يوسف بیگ، فرج الله، محمود بیگ، محمد بيگ)وتعيش في قرى میان تنگ ونرگسه التابعة لمدينة ملكشاهي.
عوائل صمیمی، محمودی، صفایی، دارات، تنتمي أيضا لهذه العشيرة. وكان (كدخدا) هذه العشيرة قنبربیگ بن يوسف بيل بن کاظم بیگ، من اقوى ابطال حسين قلي خان والي منطقة پشتكوه، هذا البطل كانت لديه قوة كبيرة جدا لدرجة انه كان يحافظ على سلامة ابن حسين قلي خالن الوالي (غلام رضا خان)، وكان يحافظ على الطرق أيضا كان يترك كم رأس من (القند) في مفرق الطريق ولا أحد يتجرأ ان يقترب خوفاً من قنبربيگ الملكشاهي.
```
ومن بعده خلفه ابنه ولد بیگ وسهيل بيگ صميمي ومن بعد رئيس بيگ دارات، اصبحوا (كدخدا) هذه العشيرة. وينتمي لها بطل ابطال إيران في رفع الاثقال لعدة دورات محمد علی صمیمی. وايضا ابطال هذه العشيرة من ابطال محافظة ايلام.
[
4
]
[
65
]
```

#### عشيرة حسین بگ
تتكون هذه العشيرة من ثلاث فروع وهي (رحمان، گُرگی، مسير) وتسكن في مدينة ارکواز ملكشاهي.
عوائلها الرئيسية (گرگی، بستار، جمشیدی، کُلادر زاده، یار محمدی، پیشگو، یاری، رحمانی، اَشناب، آفریدونی، سعادتی، فیاضی، شاه محمدی، دستفال، تبت، خاصی، معصومی، آقامحمدی، ولی زاده، شهمیری، ارکوازی، حسین بیگی، آشفنداک، داراخانی، وينتمي لها میری افروز، وايضا سكرتير الحزب الدمقراطي الكردستاني ونائب ملا مصطفى البارزاني (حبيب محمد كريم الملكشاهي) من هذه العشيرة. آراس حبيب كريم زَعيماً المؤتمر الوطني العراقي من هذه العشيرة.

#### عشيرة روسگه (رستم بگ)
تتكون هذه العشيرة من ثلاث فروع وهي (اسماعیل بگ، خلوه (خلف بیگ) ومنصوربگ).
وتقطن في قرى باباجان ودارآباد (داراب آباد) وبان رحمان التابعة لمدينة ارکواز ملكشاهي. ومن عوائلها (فاضلی، صفرنیا، صیدی، نوره، آویش، عباسی یکتا، درویشی، عزیززاده، اسماعیلی، منصورزاده، جهانی، ارغنده وباستان).
(کدخدای) هذه العشيرة هو فاضل بیگ يخلفه ابنه دارابیگ فاضلی. دارا بيگ ارغندي، تفنگچي باشى من هذه العشيرة، وايضا ينتمي لها المصارع (محمد صیدی) الرياضي الملكشاهي الشهير.

#### عشيرة شكربگ
تتكون هذه العشيرة من فروع (امام علی، عبد، ملت، نوروز، برجی) وتقطن في قرة چشمه سفید وپل شکسته.
```
ومن عوائلها (اميدي ومنتي)، ومن شيوخ هذه العشيرة (علي لت ور _ شكر بيگ).
[
68
]
[
72
]
[
73
]
```

### عشائر القبيلة الملكشاهية

#### عشيرة سرايلوند دوسكه (ساري)
اسم هذه العشيرة قديم جبل بأسم (ساري)، ومن أحد كبار هذه العشيرة (سالتك) وهو مدفون على جبل (سار _ ساري)، ولهذا السبب الآن في ديرسيم معروفين به عشيرة ساري سالتك أو ساري سالتكان الملكشاهية.
عشيرة سرايلوند الملكشاهية في جنوب وشرقي كردستان والعراق أصلهم من هذه العشيرة الملكشاهيية، مثل ما اوضحنا ان قبيلة ملكشاهي في إيران والعراق اصلهم يرجع إلى شمالي كردستان محافظات (ديرسيم ودياربكر واطرافها).
ومن كبار هذه العشيرة : كاتوره بيگ ودوست محمد (دوسگه) وشيرخان وكوزا خان وصفر خان. ومن شخصياتهم (جاني بیگ بن محمد بیگ بن شيرخان) أول تاجر في محافظة واسط (كوت) في زمن حصار الكوت. وأيضاً (محمود جاني بیگ) تاجر وأول من جلب معمل (الباتة) إلى مدينة الكوت وكان من الداعمي للحركة التحررية الكردية وهو من استقبل في بيته وفد الپارتي في الستينيات بقيادة جلال طالباني.
وأيضاً (حبيب جاني بیگ الملكشاهي) مسؤول تنظيمات الحزب الديمقراطي الكردستاني (پارتي) في جنوب العراق من هذه العشيرة أيضًا الشاعر العراقي المعروف (الدكتور زاهد محمد الملكشاهي)الذي ألّف الكثير من القصائد وخاصةً القصيدة المعروفة بين الإخوة الكردية العربية (هر بژى كورد وعرب رمز النضال).

#### عشيرة خليلوند
هذه العشيرة من الملكشاهيين (چمشگزگ) الذي هاجروا بعد معركة جالديران المعروفة إلى اذربايجان ومن بعد إلى ايلام.
أيضا (هنري فيلد) يرجع اصل هذه العشيرة الملكشاهية للقشقائيين، والسبب هو ان قبيلة جمشكزك عاشوا لفترة في اذربايجان قرب العشائر التركمانية، بعد ان هاجروا من شمالي كردستان.
الحقيقة مثل ماذكرنا ان اصل هذه العشيرة من الملكشاهيين الإصلاء واراضيهم الآن قرب اراضي قبيلة الشوهان، وقراهم هي (باغ حيدر بيگ وبارياب).
الشيوخ هذه العشيرة الملكشاهية هم كل من الشيخ (كدخدا) كمر خان ومن بعده علي بيك وكيكاوس كمري، المعروف به (كيكة) في شرق كردستان ايلام. والشهيد المعروف في ايلام الشهيد (علي غيوري زاده الملكشاهي)، من هذه العشيرة الأخوين خيرالله ملك شكرالي ونصرالله ملك شكرالي تجار في بغداد.
هذه العشيرة الملكشاهية منتشرين مع اولاد عمومتهم من باقي الالإخاذ الملكشاهية الأخرى في إيران والعراق وكان في العراق الشيخ (مصطفى درباش سي ولي باقر شيوردي شاكر شيتان إبراهيم علي أكبر سالم الملكشاهي) أحد الشيوخ الملكشاهيين في بغداد وكان من شيوخ الملكشاهيين الاقوياء بشكل خاص والكرد بشكل عام والان ابنه الشيخ علي مصطفى درباش الملكشاهي أحد شيوخ الملكشاهية وشيخ عشيرة خليلوند الملكشاهية وإضافة إلى ذلك لديه منزلة عالية بين اولاد عمومتة وهو شيخ معمم أيضا، سي ولي هو وأخو سي علي كانوا أكثر الناس بخت في زمانهم حيث كانوا يحملون الجمر بايديهم سنة 1956 درباش هوة جمع جميع الكرد وحتى الفيلية واعطاهم القوة وكان أكثر شيخ معروف صيتة في سلالة العشائر الكردية كان معروف باسم الملة لانه كان لا يعرف القراءة والكتابة ودعا الله ان يعلمة لكي يقراء القران في صباح اليوم التالي هو حافظ القران كله مع حركاتة ويعرف القراءة كخريج الجامعات.

#### عشيرة گلان
اصلهم من قبيلة ملكشاهي (چمشگزگ) القديمة واثناء الهجرة الكبيرة لقبيلة چمشگزگ من شمالي كردستان (ديرسيم ودياربكر) هاجروا مع اولاد عمومتهم، والان هذه العشيرة الملكشاهية منتشرين في جنوب كردستان في محافظات (اربيل _ السليمانية _ خانقين _ مندلي) وفي بغداد وواسط لهم تواجد وفي شرقي كردستان في محافظة ايلام ولرستان منتشرين، وعشيرة (قيطول) الاركوازية اصلهم من عشيرة گلان الملكشاهية.
عشيرة كلان في جنوب شرقي كردستان ينقسمون إلى ثلاث فروع وهم (آدينة _ مهدي بيگ _ قنبربيگ).
إلى هذا يومنا في شمالي كردستان في منطقة (مزگرت) التابعة إلى محافظة (ديرسيم)، عشيرة كلان الملكشاهية لها تواجد ضمن عشائر ديرسيم  الكردية ولهجتم هي الكرمانجية.
کدخدا هذه العشيرة في ايلام (قنبربيك تفنكجي باشي) واسمه منحوت على حجر الخان. أيضا الشهيد (خيدان الملكشاهي) أول شهيد الحرب الإيرانية والعراقية من هذه العشيرة. من فروعهم أيضا (ملكشاهي وصيادي)
هناك عشيرة من ضمن قبيلة اركوزاي بأسم (قيتول سنجابيان)، اصلها من عشيرة كلان الملكشاهية هاجروا من قبيلة ملكشاهي إلى قبيلة اركوازي واستقروا معهم، جدهم الكبير كان لديه اربع اولاد بأسم (فيض الله _ حسين بيك _ محمد بيك _ بساط بيك)، فيض الله لديه اولاد بأسماء (سيد علي _ شيخ علي _ عبد علي _ محمد _ سبز علي _ عوض علي)
سيد علي، الذي كان شيخ وكبير هذه العشيرة الملكشاهية داخل قبيلة اركوازي كانت له الكلمة وقبيلة اركوازي بكبيرهم وصغيرهم يسمعون كلامه ويحترمونه، ومن بعده خلفه ابنة (الحاج تاويلة) برئاسة العشيرة، وكان رجل شجاع وكلامه مسموع من قبل جميع عشائر بشتكوه.

#### عشيرة كينياينة
هذه العشيرة الملكشاهية من اقدم عشائر بشتكوه، اسم هذه العشيرة متكونة من كلمتين (كیني + آدينة) بمعنى (جشمة آدينة).
مثل ماذكر في بعض من الكتب التاريخية اسم جدهم الأكبر هو (زنبور ابن كاكه بن كاك علي جان كور)، من عائلة القيفرة أو عوائل من الساسانيين القدماء. ولكن كبار وشيوخ هذه العشيرة يعتقدون بأن اصلهم من كرد قبيلة جمشكزك الكرمانجية وخلال هجرة قبيلة جمشكزك (ملكشاهي) هم كانوا من ضمن هذه القبيلة وهاجروا إلى ايلام. اراضي عشيرة باولك وقيتول الملكشاهيات تم شرائها من قبل هذه العشيرة  الملكشاهية.
بسبب الوضع الاقتصادي الصعب قسم كبير منهم هاجروا من ايلام إلى الكوت وبغداد وخانقين، وجميعهم من فرع (آغالي) كبار وشيوخ الملكشاهية في مدينة خانقين في جنوب كردستان من هذه العشيرة ومن شيوخهم الشيخ مصطفى زوراب مصطفى والشيخ حسن علي زوراب وشيخهم الآن الشيخ طالب علي زوراب.
من فروعهم في شرق كردستان في منطقة جرداول أيضا (بلواني _ غظنفري _ محمدي امير آبادي)، وايضا فروع (يوسفي نژاد _ ناصري _ سيدي _ احمدي فر)، ومن فروعهم في منطقة صالح آباد التابعة إلى قضاء مهران (نصاري _ علي حسيني) ومن فروعهم في ايلام (ساغري _ مرادي _ جوشني _ آژ _ ناصري). کدخدا هذه العشيرة (الكدخدايية) في ايلام كل من (كدخدا صفر _ كدخدا نجف احمد قلي _ كدخدا بهرام نصاري)

#### عشيرة قيتول قيطاس
جدهم الكبير هو (قيطاس بن قباد بن الله ويس بن مال هومان (ماليمان) مير جژني، المعروف بـ (باشي الأول).
في زمن الصفويين من منطقة جنار باشي في منطقة بدرة الايلامية التحقوا بقبيلة ملكشاهي وهم اولاد عم بالاصل. اراضي هذه العشيرة مشترى من عشيرة كينيانية.
هذه العشيرة تقسم إلى ثلاث فروع وهم (كوسة _ قيطاسي _ مراد بيك)، شيخ وكبير هذه العشيرة (محمد قوچگە) ومن بعده خلفه الشيخ محمد تقي القيطاسي، برئاسة العشيرة.
من عوائلهم وفروعهم (امامي پور _ قيطاسي _ قمري)، الاستاذ عزيز الحاج علي حيدر، ممثل العراق في اليونسكو من هذه العشيرة.

#### عشيرة باولگ
جدهم الكبير هو (مير چژني) مير جزني _ قيطاس بن قباد بن الله ويس بن مال هومان (ماليمان)، جد هذه العشيرة وعشيرة قيتول قيطاس الملكشاهية واحد.
عشيرة باولك الملكشاهية تتقسم إلى ثلاث فروع وهي (ملك شه _ ايوشه _ سلام مراد).
ملك شه: لديه ست اولاد وهم: 1_ باشه. 2_ قيصور داري، وهذا الابن عنده ولدان بأسم (مولي وفرظالي) وعوائل (عارفي _ حدادي _ ساكت فريد _ ضميري نزاد)، ومن احفاده، مولين وسيفور ابن فرضالي.
3_ هواس، من فروعه هواس ولوطفي. 4_ دولتيار، جد كل  من (حاتكه ودوشم).
5_ شهباز، جد باولك كجان. 6_ سياوش.
اولاد ايوشه: خان احمد (محمود بيك _ دارابيك _ خانا بيك)، ميري بيك (مير احمد)، حيلكة، رحمت علي، شاركه، عنبره، فريم بيك، كلبعلي (كلاه بهن ايلام) هذا الفرع منتشرين في مركز  ايلام ومن العشائر الملكشاهية القوية والشجاعة  في ايلام وكل أهل ايلام يحسب حساب خاص لفرع  كلاهبهن الملكشاهي.
اولاد سلام مراد: لديه ولد واحد بأسم (قيتول قيطاس) وهو جد عشيرة قيتول قيطاس الملكشاهية.
شيوخ (كدخدا) هذه العشيرة كانوا (كدخدا يار بيك، كدخدا حاج حيدر حاجي بيكي، كدخدا حسين ناصري، كدخدا علي خان كرمي)، الشيخ ابوالقاسم الواسطي واحمد ناصري گوهر، ممثلين محافظة ايلام في مجلس الشورى الإيراني الكابينة الخامسة، من هذه العشيرة الملكشاهية، والشيخ لوطفي، امام جمعة ايلام أيضا من هذه العشيرة.
فرع من هذا الفخد الملكشاهي مهاجرين إلى منطقة (جرداول) ومستقرين هناك وايضا من فروع العشائر اللورستانية مهاجرين من لورستان إلى داخل قبيلة ملكشاهي وبعضهم مستقرين مع عشيرة باولك.
قسم كبيرة من عشيرة باولك الملكشاهية يسكنون العراق وجنوب كردستان.

#### عشيرة باباهاي بير محمد (باوه)
هذه العشيرة لديها ثمان فروع وهي (دوسه _ عبدي _ نوشاد _ عبد مولا _ صياگه _ عسگر _ حليم _ حير).
محل سكناهم بشكل عام في قرية (گونبد پير محمد) التابعة لقصبة ملكشاهي، وهناك عوائل منهم يسكنون مدينة مهران وايلام.
کدخداعشيرة باوه الملكشاهية كل من الشيخ (شير محمد) ومن بعدة الشيخ نورگه (نور محمد). عوائل (سليماني، گوهر سودي، حيدري، عسكري) من هذه العشيرة.
الاستاذ گوهرسودي من فنانين الكرد في ايلام من هذه العشيرة. ولديهم تواجد في العراق وجميعم معروفين بأسم ملكشاهي

#### عشيرة كلگه
هذه العشيرة يسكنون منطقة اركواز ملكشاهي، في قرية ملك آباد.عشيرة كلگه الملكشاهية من عشائر الملكشاهية القديمة في بشتكوه ولديهم تواجد في العراق وجنوب كردستان ومعروفين بأسم ملكشاهي.

#### عشيرة خرزينوند
هناك زعم بأن اصل عشيرة خرزينوند الملكشاهي من قبيلة سورميري. ولكن المعروف هو هذه العشيرة لقرون طويلة معروفين بأسم ملكشاهي.
فروع وعوائل هذه القبيلة هي: (الخاني، سرحدي، افشار، گل محمدي، عزيزنيا، الفتي، احمدي).
کدخدا هذه العشيرة كان كدخدا (مير بهرام).لديهم تواجد في العراق وجنوب كردستان أيضا.

#### عشيرة جمعة
من عشائر الملكشاهية القديمة في بشتكوه، وشيخهم كدخدا (منصور بيك)، منتشرين في ايلام وقضاء ملكشاهي ولديهم تواجد في العراق وجنوب كردستان.

#### عشيرة شيرەمير
من العشائر الملكشاهية القديمة والان عشيرة (گل گل) الملكشاهية مستقرين داخل عشيرة شية مير الملكشاهية.
کدخدا البارزين لهذه العشيرة كلٌ من كدخدا (سهيل بيگ) وكدخدا (شاه مراد).
منتشرين في مدينة ملكشاهي وايلام ولديهم تواجد داخل العراق.

#### عشيرة گل گل
اصلهم من كرد كرماشان ومهاجرين من كرماشان إلى داخل قبيلة ملكشاهي (چمشگزگ) ومستقرين مع عشيرة شيرة مير الملكشاهية، ومن المحتمل اصلهم من ملكشاهية كرماشان بالاصل. منتشرين في مدينة ملكشاهي وايلام ولديهم تواجد داخل العراق وجنوب كردستان.

#### عشيرة كلوند
عشيرة كلوند في ايلام وعراق وجنوب كردستان ينقسمون إلى قسمين وهم (داود _ فاميل) وفروع (شمه وجاني وبنكيخا) أيضا من هذه العشيرة.
عوائل وفروع (شاه موراديان _ مامي _ ملكشاهي نژاد) أيضا من هذه العشيرة.
الشهيد المعروف في ايلام (الياس مامي) أيضا من هذه العشيرة، شيخ هذه العشيرة في السابق (حجي محمد) وحاليا شيخ (كدخدا) هذه العشيرة هو الشيخ (كدخدا الحاج مير آغا شاه مراديان).

#### عشيرة خيرشة
هذه العشيرة من عشائر الملكشاهية القديمة ورؤساء عشائر الكجية الملكشاهية. من (كدخدا) وكبار هذه العشيرة كل من: مامكه، عبد حسين حاجي زاده، حجي درويش، كلانتر قياسي.
من عوائلهم وفروعهم في مدينة قصر شيرين التابعة إلى محافظة كرماشان : حاجي زاده، غياثي، روشني.
فرع (توليده) الذين هم جزء من هذه العشيرة ساكنين في قرية (آما) التابعة إلى محافظة ايلام.
الاستاذ حسين توليده، الفنان المعروف في ايلام من هذه العشيرة والشهيد علي بسطامي أيضا من هذه العشيرة.

#### عشيرة قيتول وحلاج
هذه العشيرة من عشائر الملكشاهيين والان منتشرين في ايلام والعراق، كان كبير هذه العشيرة حمكه (حمدالله).

#### عشيرة كة وكي
من عشائر الملكشاهية القديمة في قسم الگچي، يسكنون قضاء ملكشاهي ومحافظة ايلام ومهران ومنتشرين في العراق أيضا.
من فروعهم وعوائلهم: سليماني، ومنصوري. وكان شيخ (كدخدا) هذا الفخذ الملكشاهي هو ميرزا حسين سليماني الملكشاهي.

#### عشيرة مهر (خلف وقيتول)
من عشائر الملكشاهية القديمة في پشتكوه، ويسكنون مناطق (مهر _ عما) التابعة إلى قضاء ملكشاهي، ولديهم تواجد كبير في العراق وجنوب كوردستان.
كان (كدخدا) هذه العشيرة (خلف زاده) ومن بعده (علي خان الملكشاهي) أصبح كبير هذا الفخذ الملكشاهي، ووالدة من كرد قبيلة (گوران) الكبيرة.

#### عشيرة دو قرصه
هذه العشيرة تتفرع إلى أربعة فروع وهي (فرج، خودا مراد، الله مراد، خاسگه)، وكان كبيرهذه العشيرة الکدخدا (موخان ملكشاهي).
من عوائلهم الكبيرة أيضا في محافظة ايلام (آزاد، فاضلي، طهماسپي).
الاستاذ علي محمد آزاد، محافظ ايلام السابق ومحافظ سيستان وبلوجستان وحاليا محافظ همدان، من هذه العشيرة.

#### عشيرة رسولوند
هذه العشيرة من قبيلة چمشگزگ (ملكشاهي) الكرمانجية، الذين هاجروا مع اولاد عمومتهم إلى ايلام من شمالي كردستان.
تتكون هذه العشيرة من أربعة فروع وهي (كربلائي، سوره، علي ميرزا، قمبر) کدخدا هذه العشيرة، داراب بيك اكبري الملكشاهي.
القائد (سردار نعمان غلامي)، قائد جيوش ايلام وسيستان وبلوجستان، في إيران من هذه العشيرة.
من عوائلهم الكبيرة في ايلام واركواز هي (اكبري، عباسي، غلامي، عزيزي، باقري).
والشاعر الكردي المعروف (فرهاد شاهمراديان) من هذه العشيرة.

#### عشيرة سيرانه
هذه العشيرة الملكشاهية الكرمانجية، يسكنون في ايلام  و ملكشاهي ومنتشرين في العراق وجنوب كردستان أيضا.

#### عشيرة سیە گه
هذه العشيرة اصلهم من عشيرة قيتول انارك، الاركوازيه.

#### عشيرة حمانه وکول (علي نظر)
يعتقد البعض بأن اصل هذه العشيرة في القديم كانوا جزء من قبيلة سورة ميري أو قطب الدين في دهلران.
من فروعهم وعوائلهم (ناصري، تردست، ميرزايي، همايوني، عسكري، نادي).
الشاعر المعروف في ايلام (عادل خاني ملكشاهي)، من هذه العشيرة.
هناك فرعان من هذه العشيرة مهاجرين إلى عشيرة اركوازي ويحسبون عليهم وهم فرع (رستم بيگ) والفرع الثاني (خودا يار ملكشاهي)، هذان الفرعان في داخل عشيرة اركوازي من عشيرة حمانه وکول الملكشاهية.

#### عشيرة كناري وند
هذه العشيرة اصلهم من قبيلة  حسنوند اللوريه، في السنوات القديمة هاجروا من لورستان واستقروا مع قبيلة ملكشاهي، والان هم محتسبون على الملكشاهية ومن ضمن عشائر الملكشاهية.
فروع (خليليان «كمي پور») من هذه العشيرة.

#### عشيرة كوگر (كبك گير)
هذه العشيرة أيضا اصلهم من اللور، في زمن حكم الوالي حسين قلي خان الفيلي (أبو قداره)، نظراً لاحتلال منطقة (كبك زنده) هاجروا من لرستان إلى ايلام واستقروا مع قبيلة ملكشاهي العريقة.

#### عشيرة گراوندي
اصل هذه العشيرة الملكشاهية من قبيلة (لك) في سنوات البعيدة هاجروا من داخل قبيلتهم اللكيه واستقروا مع قبيلة ملكشاهي الكرمانجية، (كدخدا) هذه العشيرة كان شمس الله ملكشاهي. حاليا منتشرين في ملكشاهي وايلام وعراق وجنوب كوردستان.

## التاريخ
قبيلة جمشكزك (ملكشاهي) في كل وقت كانوا مستقلين ولديهم امير كردي منهم.
```
وفي أيام الحكم العثماني القوي، الملكشاهية 
 
كانوا مستقلين بنفسم وبسيادتهم الكردية الجمشكزكية ولم يخضعوا لحكم العثمانيين، وفي كل الاوقات كانوا محافظين ومدافعين ليس فقط عن إمارتهم جمشكزك (كردستان)، وانما كانوا يدافعون عن اغلب الإمارات والقبائل الكردية وهدفهم الوحيد كان 
 
رفع كلمة كرد وكردستان، وكانوا يحاربون جميع الفاتحين.
```

في عهد حكم (آق قويونلو) التركماني حاكم هذا النظام في ارزینجان كان يعتدي على حرية الملكشاهيين، ولهذا السبب الملكشاهيين في سنة (1328) الميلادي، اصطدموا مع جيشه وقد هزموا الجيش التركماني وقتلوا حاكمهم ومن خلال هذه الضربة القوية للآق قويونلو، استطاع الملكشاهيين ان يثبتوا انفسهم ويحافظوا على حريتهم واستقلالهم.
عندما سقط تيمور لنك التركماني دول (آق قويونلو) و (قره قويونلو)، يوسف الاسود ملك القرة قويونلو، كان اسيرا عند المغول وبعد ذلك انسحب جيش تيمورلنك متحركا من جنوب نهر الفرات إلى غربه، ولكن الملكشاهيين قطعوا الطريق على المغول ولم يسمحوا لهم بالعبور.

### العهد الصفوي
عندما تم تأسيس الدولة الصفوية في إيران، الملكشاهية كانوا يحترمون الملك شاه إسماعيل الصفوي، بحكم انهم من نسل آري واحد. وقد قام الملكشاهيين بمساعدة الشاه إسماعيل الصفوي في حملاته العسكرية ضد العثمانيين، تركوا له إحدى القلاع الملكشاهية وهي قلعة (كماخ) في جنوب ارزنجان.
في سنة (1514) الميلادي، السلطان سليم، سلطان العثمانيين استطاع ان يهزم الصفويين ويحتل بعض تلك القلاع التي كانت تحت ايديهم، الصفويين خسروا الحرب مع العثمانيين على قلعة (كماخ) الملكشاهية الاستراتيجية، عندما علم الملكشاهية بالامر سارع جيش من الملكشاهيين من اجل صد هجوم العثمانيين، دافع الملكشاهيين عن قلعة كماخ ولم يسمحوا للعثمانيين بأن يحتلوا قلعة كماخ العسكرية الصامدة.
شهمير (شه‌مير) الجد الأكبر لعشائر گرزدين وند، هو آخر امير لاتحاد قبائل الچمشگزك وهو من الامراء المعروفين في الحقبة الصفوية وأسماء اولاده: خميس، كاظم بيگ، شكربيگ، حسين بيگ، رستم بيگ (روسگه)، نقي (نظربيگ)، خداداد، ملگه وقد خلف كل من هؤلاء عشيرة تشكلت من ذرياتهم جل هذه الطوائف يطلق عليهم ملكشاهي چمزي.
في نهاية العهد الأفشارية والعهد الزندية، كان خميس ابن ارشد شه‌میر يتمتع بسبب قوته البدنية الخارقة، وكان معروفا بين اخوته وقتها قام والي لرستان وايلام إسماعيل خان امر حسن خان ابن اخيه بالقيام بحملة لتأديب عشيرة ماليمان (مال هومان) وقتل ابن شيخ القبيلة غير ان خميس وقد كان رجلا معروفا بالطيبة وقف ضد ذلك وانقذ حياته فصارت له رئاسة عشيرة الملکشاهی چمزی منذ ذلك الحين.

### الحقبة الافشارية وثورة رؤساء العشيرة ضد نادرشاه الافشار وفتحعلي شاه القاجاري
اثناء حكم نادر شاه الافشاري كان امراء الجمزية الملكشاهية قد اشركوا في حروب عديدة منها الحرب ضد التركمان في سنة 1147 هجري-قمري وبلخ في عام 1149 هجري قمري وفي قندهار في عام 1151.
وفي اواخر حكم نادر شاه، ثار خميس رئيس قبيلة الملكشاهية بسبب ضرائب نادر شاه وثارت معهم سائر قبائل الفيلية، وقتلوا 20 شخصا من جامعي ضرائب نادر شاه وحذت حذوهم بعدها باقي قبائل الفيلية.
وقدر روى آراي نادري بخصوص ذلك قائلا: اثر الافراط في التضييق ووصول ذلك إلى حده، قام جمع من رؤساء قبائل الفيلية [قبيلة الملكشاهية وعلى رأسها پهلوان خميس ] بالاتفاق على قتل 20 شخص من جامعي الضرائب وعندما وصل ذلك الخبر إلى العشائر الأخرى قامت بالفعل ذاته وقتلت جامعي ضرائبها.
وفي اللغتنامه روى دهخدا: عندما وصل خبر قتل جامعي الضرائب من قبل خميس الي نادرشاه اراد معاقبهم. غير انه عندما رأى قوتهما، احتار وعرف انهما مصدر مشاكل فقرر ان يقتل الابن الأكبر لخميس بنزال مصارعة وان يرسل مصارعا له فإن استطاع ان يغلبه عفا عنه وخلافا لذلك فسوف يقتلهما كليهما بالحرب.
في خلال القاجاري فتح علي شاه قاجار موسي وملگه أبناء خميس ثار وثارت معهم الملكشاهيون. أمر محمد علي ميرزا قاجار الفتح علي شاه أبناء خميس، الذي كان قد تمرد إرسالها إلى طهران.وأمرت المحكمة الابن الأكبر خميس قتال مع بطل شاه. يقال ان ملگه واخوه كانا في خيمة سوداء ينتظران مصارع الشاه واثناء ذلك نظر موسى إلى اخوه وسأله باهتمام: لماذا ذهب فتحعلي شاه لهذه الفكرة؟
بعد التفكير في العواقب والنتائج اجاب ملگه: متأكد ان الرجل الذي ارسله الشاه سيصرعني وثم سيقتلنا الشاه كلانا. عندما سمع موسى بذلك من اخوه اقترح على الشاه ان يصارع هو مصارع الشاه بدلا من اخوه ملگه. فسأل الشاه: ولماذا تصارع بدل اخوك.
اجاب ملگه: فداء يا جناب الشاه، هذا المصارع الذي ارسلته سيقتلني لا محالة، انا ابدو اصغر منه ولا استطيع ان اصارعه بنفسي فإذا صرع أخي سآتي لاصارعه عندئذ.
موسى جد عائلة اسدي ودارخاني وملگه هو جد عوائل رحيمي وعزيزيان. يقال ان موسى كان قوي البنية عظيم الصدر وأنه في يوم المصارعة مع مصارع الشاه قام بخلع أحد ثديي المصارع.
ويروون ان موسى خميس پهلوان استطاع ان يطرح مصارع الشاه ارضا وان الشاه اصدر امرا بأعفائهم من مصادرة الاموال دون شرط كما اعطى خاتما من الجواهر لموسى خميس وصار موسى خميس أول مصارع في إيران (يسمى پهلوان موسي خميس) كما اعطي لقب امير ولقب توشمال لموسى واعطاهم فتحعلي شاه رئاسة قبيلتهم ورئاسة حرس إيران.
حتى يظن البعض ان اسم <<ملكشاه>> جاء من موسى وملگه حيث كان لقبهما هو پادشاه غير ان هذه الرواية لا تتطابق زمنيا لان هذا الحدث حصل بين سنة 1821-1836 ميلادية ضمن حقبة فتحعلي شاه شاه. في حين ان اسم عشيرة الملكشاهية كان قد ظهر في الفترة 1037 حتى 1093 في نفس الوقت الذي كان فيه ملكشاه الأول والد الب ارسلان عز الدولة محمد أبو شجاع السلطان السلجوقي الذي حكم في عام 1063 وتوفي في عام 1037 وكان رجلا شجاعا استطاع فتح حلب.

### الدولة القاجارية
العائلة الملكشاهية اتخذت دورا دفاعيا عن الحكومة المركزية في الفترة القاجارية. خاضت القبيلة معاركا عديدة مع الدولة العثمانية كما دافعت عن شاهات القاجار ضد الثورات الداخلية كما اعطى شاهات القاجار القابا وعناوين متعددة لمختلف رؤساء العشيرة الملكشاهية لارضائهم.

### فتح نامه
كان من اراضي ولايت إيلام المدارية بمساحة 36000 هكتار قد اعطيت للحاج فرامرز اسدي بأمر من فتح علي شاه قاجار بخط يد الأمير محمد علي ميرزا دولتشاه ابن ارشد شاه  بتاريخ ذو الحجة عام 1236 هجري قمري الموافق لـ 1199 هجري شمسي (ويعرف هذا الامر بالفتح نامه) لتشجيع الملكشاهية على قتال العثمانيين واستخدام السليمانية، شهرزور، الموصل، كركوك، وسامراء في محاصرة بغداد من مدن الامبراطورية العثمانية من خلال قبيلة الملكشاهية 
فضلاً عن اصل تسميتهم الثابت هذه فقد تمكنوا بفضل شجاعتهم في الحروب التي خاضوها من حيازة أراضي شاسعة أخرى في عهد الحكم القاجاري ايضاً يؤيد هذا القول مستند رسمي صادر في شهر ذي الحجة للعام 1236 هـ /1821 م مذيل بختم الشاه القاجاري محمد علي ميرزا مانحاً فيه أمراء منطقتي جمزي (بإمرة بهلوان موسى خميس) وجشمه ادينه لقاء خدماتهم له في فتح مدينتي كركوك والموصل الأجازة في احتواء مواقع واسعة لتنقلاتهم الصيفية دون معارضة واناطة مسؤولية الحراسة والمحافظة على مرقد الولي الصالح بير محمد بهم وهو من ذرية الأمام موسى بن جعفر مقابل جزية سنوية تدفع لخزينة الحكومة المركزية مقدارها خمسة عشر رأساً من الجاموس وعشر بقرات مع عشرة أطنان من السمن كتب هذا السند الوالي حسن خان الفيلي بخط يده لأنه كان مسؤولاً عن تنفيذ محتواه.
يقال ان كبير القبيلة الملكشاهية وقتها قام بقطع الاذن اليمنى لكافة اسرى العثمانيين واقتيدوا إلى العاصمة. واعد لهذه المعركة أربعة الاف مقاتل من الملكشاهية الجمزية ومئة فارس ومئة مقاتل من القبائل الأخرى. وثلاثة الاف وثمانمئة من الجنود النظاميين، بإمرة بهلوان موسى خميس على جميع الجيش الإيراني وذلك موضع فخر للملكشاهيه وما زال نقش هذا الجيش موجودا في حديقة متحف شيراز وفي متحف باريس. وقد بقيت الأراضي المحولة باسم الحاج فرامرز اسدي وبسند قانوني محفوظ في كرمانشاه غير انها وبعد الثورة نقلت ملكيتها دون أي مستند قانوني إلى إدارة الموارد الطبيعية في إيلام وإلى اشخاص اخرين
يذكر شميم في كتابه، بخصوص امر الملكشاهية الچمزية برئاسة وقيادة پهلوان موسي خميس وحسن خان الفيلي والي إيلام ولرستان مع محمد علي ميرزا دولتشاه الأمير القاجاري وابن فتح علي شاه قاجار للهجوم على الدولة العثمانية ومحاصرتها، كتب <<القوات الإيرانية بقيادة دولتشاه كانت حول شهرزور ونهر سيروان بمساعدة حسن خان الفيلي ومقاتلي الفيلية من بشتكوه وبالاخص القبيلة الملكشاهية الچمزية ويذكر ان محمد اغا الكهية ومحمود باشا (العثمانيان) انكسرا امام الجيش الإيراني وهربوا تاركين كركوك خلفهم ثم استطاع دولتشاه احتلال السليمانية فهجم على بغداد من طريق سامراء. وحاصر والي بغداد داوود باشا، فأرسل الاخير الشيخ موسى بن الشيخ جعفر النجفي للتوسط مع دولتشاه. فتصادفت وفاة دولتشاه عند إيوان المدائن أو طاق كسرى في المدائن حيث كان مريضا وكان ذلك بتاريخ 1237 هجري قمري.
ويذكر أيضا حول شجاعة الفرسان الفيلية وبالاخص عشائر گرزدين وند الملكشاهية الجمزية في الحملة على الجيش العثماني عام 1234 هجري قمري في الفتح نامه <<كان الفرسان الفيلية في قتل مقاتلي الانكشارية مساهمين ومشاركين مع ملك الموت>>.

### مرتفعات چك موسي
مرتفعات تقع جنوب غربي مدينة ملكشاهي في مدينة مهران بريف إيلام وقد كانت ساحة قتال مع العثمانيين اثر الحملة التي قام بها الملكشاهية، ومن ذلك سميت مرتفعات چك موسي وموسى المقصود به هنا هو موسى خميس بهلوان وقد صارت المنطقة تعرف جغرافيا بهذا الاسم.
في الفتح نامه يذكر ان بهلوان موسى خميس والقبيلة الملكشاهية ترتبط بهم أسماء مرتفعات أخرى مثل چك خواجه، چك چامل وچك قمر. غير ان تسمية مرتفعات چك موسي نالت هذه التسمية بعد حملة الملكشاهية على العثمانيين في عام 1236 هجري قمري 1199 هجري شمسي.

### الوقوف مع ظل السلطان ضد القبائل الثائرة
القبيلة الملكشاهية وقفت إلى جانب الأمير ظل السلطان بن الشاه ناصرالدين شاه القاجاري في قتاله لثلاث ولايات لرية ثائرة وهي بيرانوند، ديركوند، سگوند وقد تغلبت عليها واعادت سلطة الحكومة المركزية عليها. القبيلة الملكشاهية اتحدت مع حسين قلي خان ابوقداره في تلك المعارك. وكان توشمالها هو اسد بن بهلوان موسى خميس وكان ذلك في عام 1299 هجري قمري الموافق ل 1260 بالهجري الشمسي.
وفي نفس السنة اسكتت قبيلة الملكشاهية ثورات الولايات الكردية گوران وكلهر، حسن علي سلطان گوران، وعزيز خان باجلان، ورضي قلي خان كلهر، وداوود خان كلهر وايضا تمرد سيد رستم كبير طائفة أهل الحق. ومن الجدير بالذكر انه وبعد السيطرة على الولايات المتمردة توسط كبير الملكشاهية لدى السلطان للعفو عن هذه الولايات لاسيما وانهما يشتركان بالدم واللغة.

### الحرب الاخيرة مع الدولة العثمانية
في عام 1326 هجري قمري الموافق لـ 1278 هجري شمسي اغار العثمانيون بقوة من كتيبتين مجهزة بمدفعية على محاصيل الفلاحين في مهران (إيران) جنوب غربي إيلام، غلام رضا خان والي بشتكوه جهز رماة بقيادة سيد جواد ابن عمه لمساعدة الناس من القبيلة الملكشاهية في الصمود، واتحدت قوى الملكشاهية بالرياسة الحاج فرامرز اسدي والوالي في هذه الحرب وقتلوا واسروا عددا من العثمانيين واستطاعوا حماية الحدود.

### ارتباطات القبيلة الملكشاهية والولاة الفيلية والثورة على رضا شاه
هناك علاقات صداقة بين عائلات الولاة الفيليون مع القبيلة الملكشاهية. وذلك يعني ان الولاة الفيليون لم يكونوا يتدخلون في المناسبات والقوانين الداخلية للقبيلة الملكشاهية مثل التدخل لاختيار التوشمال والكدخدايات تحت مسمى الاتحاد. روابط الصداقة هذه قلت عندما وصل توشمال اسد إلى رئاسة القبيلة الملكشاهية عبر الاتحاد مع رؤساء ولاية لرستان حيث صار الوالي حسين قلي خان ابوقداره منافسا اجتماعيا وسياسيا، حتى وصل الأمر إلى امر الوالي عماله بمتابعة توشمال اسد في لرستان بيشكوه لاغتياله. غير ان غلام رضا خان الفيلي ابن حسين قلي خان ابوقداره ولاجل تحسين العلاقات مع العائلة الملكشاهية تزوج ابنة الحاج فرامرز اسدي ووصلوا إلى الصلح بهذا الزواج.
هذه العلاقات ساعدت ولاة بشتكوه بالهروب من رضا شاه في عام 1308 هجري شمسي عندما جاء رضا شاه للسلطة وعهدت رئاسة بشتكوه قبل وبعد الحرب العالمية الثانية إلى الحاج فرامرز اسدي توشمال الملكشاهيه. وفي عام 1308 هجري شمسي طلب يدالله خان ابن ارشد غلام رضا خان الفيلي مساعدة الملكشاهية للثورة على رضا شاه، فأعتذر الحاج فرامرز اسدي عن إرسال رجال خارج اقليم الملكشاهيه وكذلك فعل شهباز ونامدار رحيمي من رؤساء الملكشاهية. ولكن يد الله خان طلب العون من شاه محمد ياري كدخدا عشيرة نقي الملكشاهية، وقد جهزه الاخير بعدد من الملكشاهية وعشائر إيلام فقام يدالله خان بالثورة ضد رضا شاه، ودعى شاه محمد ياري برئاسة الملكشاهيه لنفسه ومقاطعة الحاج فرامرز اسدي.
انضمت للثورة عشائر ميشخاص، ملخطاوي، علي شروان بدره، خزل، شوهان، دهبالايي، اركوازي، عالي بيگي، يولاب، كرد دهلران، بيرانوند في مدينة دره، قجر وكان عدد الثائرين يقدر بـ 4 الاف ينقصهم السلاح غير انهم جمعوا الكثير من السلاح عبر خانقين وكردستان العراق حتى يستطيعوا صد جنود الدولة النظاميين. ويشير ذلك إلى وجود ارتباط بين شاه محمد واسلافه بالكرد البارزانيين الذين كانوا وقتئذ تحت امرة أحمد بارزاني وكان بين الاثنين روابط عائلية.
الثورة انتشرت في مركز مدينة ملكشاهي ومدينة اركواز وتم فيها تغيير اسم مدينة بشتكوه إلى إيلام وتقدمت لنحو 100 كيلومتر من إيلام حتى كرمانشاه وكان هدف التقدم السيطرة على مدن گيلان الغربية، سومار، قصر شيرين وكرمانشاه واستقدام أهل هذه المدن مع الثورة لتشمل جميع غرب إيران. غير ان خيانة بعض شيوخ العشائر وقلة التجهيزات وقوة تجهيز جيش رضا شاه مكنت علي رزم آرا (الوزير حينها) من اخضاعهم بعد عدة أيام من القتال الدامي وقد تم العفو عن شاه محمد ياري بعدها.

### الحرب العالمية الثانية
اثناء وبعد الحرب العالمية الثانية عام 1320 هجري شمسي كان الحاج فرامرز اسدي رئيس قبيلة الملكشاهيه وكان معترفا به من قبل الشاه كحاكم رسمي لإيلام وفي ذلك الوقت كانت تلك النواحي من أكثر مناطق إيران امنا.

## الثقافة
ذكر ايرج افشار سستاي خصالا للملكشاهية «الملكشاهية صادقون، بسطاء، متدينون، مقاتلون، يكرمون الضيف، صبورون» ويذكر رستم رفعتي عن الملكشاهية: الملكشاهية معروفون بشجاعتهم ووحدتهم في غرب إيران وإيلام وكانوا حماة لغرب إيران.

### عيد ليلة انقلاب الشمس (شب چله)
مراسيم ليلة الانقلاب الصيفي الأولى، ينشد فيها الصغار امام البيوت بعد ان يرتدوا عباءات سوداء ويقولون: اليوم أول يوم في الربيع عسى ان يكون خيرا لهذا الدار ثم يختفون داخل العباءات ويعيدون القول مع طلب الشاي والسكر من صاحب البيت. وبعد ان يجمعوا الشاي والسكر يذهبون إلى البرية ويشعلون نارا ويصنعون خبزا من الطحين والبصل والكركم والزيت يسمى هذا الخبز بالـپپك. يكون هذا الخبز كبيرا يزن 3-4 كيلو وتمرر عليه مسبحة بخرز زرقاء، ثم يقسم الخبز بين المحتفلين ويعتقد انه يجلب الحظ، تستمر مراسيم عيد (شب چله) طوال الليل حتى الصباح.

### اللغة والادب
كتب المؤرخ الاستاذ علي رضا اسدي لغة الكرد الملكشاهية هي إحدى أكثر اللهجات الكردية اصالة حيث انها اقل اللغات تأثرا باللغات الاجنبية وقد حافظت على اصلاتها. اللغة الكردية الإيلامية [اللهجة الملكشاهية] لديها رابطة قوية مع اللغات الإيرانية القديمة (البهلوية الاشكانية والبهلوية الساسانية), ومن مقارنة الكلمات الكردية الإيلامية [لهجة الملكشاهية] باللغة الإيرانية الاصلية يمكن الوصول إلى ان معظم الكلمات هي كلمات بهلوية أو كلمات قابلة للتأصيل إلى كلمات بهلوية. وكذلك الاصوات اللغوية في معظم الافعال، المفاهيم الاساسية، المفاهيم الدينية والاجتماعية، الأعمال، الأسماء الخاصة والعامة، العبارات البسيطة وحتى المصطلحات العامية.
الشعر رائج بكثرة بين الملكشاهية وهناك الكثير من الشعراء وجدير بالذكر ان من هؤلاء الشعراء من هو مرتجل وبإمكانه ان يلقي الشعر فورا مثل حاتم عباسي، علي داراخاني، ولد چتر بسر، جمشيد بگ، حمدالله گرگي زاده وسليم ديواشي.
ومن قصائد الشاعر غلام عباس رياحي في مدح قبيلة الملكشاهية الكبيرة (بالفارسية):
كنون خوانمت من زايلي دلير		كه دارم ملك شاهي اش نام وير
دلير ونژاده به إيران زمين
نشيمن به سنندج، ايلام، عراقش چنين
همه گُرد ورزمي، دلير، با نژاد		چنين مردمي كم ندارم به ياد
كنون گويم از بخش بندي به ايل		كه دشمن كشيدند، همه شان به ميل
نخست طايفه آيد وپس بنه مال ومال		سراني كه به تاريخ ندارند هَمال
بزرگي كه ايلش كند فرّهي		كه حاجي فرامرز وكنيه اش بود اسدي
طوايف كه خوانم من از نام آن		همه مهربان؛ سربلند در جهان
خَميس ورسول وند، نقي وگُلان		در آنجا فراوان بود پهلوان
خليل وند وروسگه، خلف مهر شاد		كه ميهمان نوازند وبر دوست ياد
دوبگ دارد آن قوم در اين دو بين		يكي كاظم وآن دگر هم حسين
زقيطول وكلوند وباولگ گرد		زچه؛ كس چو نامي از اينها نبرد؟
سپس كل كل وقطره سيه آيدش		بلندي إيران زآن بايدش
چو كوكي وخيرشه برم نامشان		خداوند، جانم نگهدارشان
شكربگ، سپس هم علي را نظر		كه بودند همه در پي صد خطر
دو قرصه، كناري وند دل پاك وجان		همه گفتمي از دلير مردمان

### الهورة (هوره)
كتب المؤرخ الاستاذ علي رضا اسدي نوع من الالحان الطويلة التي يمكن قص التراجيديا من خلالها بذكر وقائع تاريخية مؤثرة. الاكراد في الماضي كانوا يروون قصص الحروب بهذا النوع من الغناء ويعتقد ان كلمة (هوره) مشتقة من (أهورا) من الاناشيد الحماسية الاصيلة في القدم (الاهورايية).

### چمري
كتب المؤرخ الاستاذ علي رضا اسدي إحدى أكثر عادات التعزية تناسقا ورسوخا في الذهن للملكشاهيه. مراسم الـ (چمر) عادا ما تكون مع افراد معروفين وكبار وغالبا ما تتم دعوة اشخاص كبار من عشائر أخرى وولايات أخرى. ويتم فيها مدح خصال الشخص المتوفي بينما ترتدي النساء السواد وتجلس في مكان منفصل ويتم ذكر أسماء الائمة المعصومين ويشكلون ميدانا ودائرة ويرمون العيارات النارية ويضعون الشخص المتوفي على حصان مزين بقطع ملونة من التزيينات.

## الرقص في قبيلة الملكشاهية
الرقص الكردي (ئه‌لپَه‌رِگَه) مع رقص الناس في تلك المنطقة رائج منذ القدم. وهو معروف بعبارات مثل چه پي، فه تاي، قلاي، پشت پا، دوجار الپر، ژنانه ويتضمن حركات سريعة وجميلة للشباب المتصلين ببعضهم. ومن غايات الرقص الكردي:
1.	لان منطقة الملكشاهية جبلية، فالرقص يعد مهما لتقوية الارجل. يقول الدكتور قطب الدين صادقي: إحدى أهم ميزات الرقص الكردي هو الضرب على الأرض. العديد من الرقصات لا تضم دبكا على الأرض وتكون ناعمة. غير ان الرقص الكردي يرتبط بالمناطق الجبلية التي تتطلب ارجلا قوية.
2.	حياة معظم الملكشاهية هي حياة زراعية وبالتالي فإن لقوة الارجل اهمية كبيرة.
3.	وفق الاسطورة فإن الدبكة تستخدم لحراثة الأرض حيث في كل ضربة من ضربات تزداد بركة الأرض ومن الممكن ان يجني الإنسان من خلالها المزين من المحاصيل. غير ان هذه الاسطورة منسية الآن ولا تؤدي الرقصة غرضا كهذا.
4.	الرقص مصدر تنفس لطاقة الأرض. حيث يعتقد اسطوريا ان الأرض تتنفس عبر هذا الرقص. ويرون انه دون هذا الرقص ستتزلزل الأرض وستكون ارض امراض. وللكرد ارتباط بالارض يحيي هذه الاساطير.
في اعراس الاكراد والملكشاهية كجزء من الاكراد الچوپي أو السه‌رچوپي مهم جدا ويمارس دائما.
الرقص الكردي (ئه‌لپَه‌رِگَه) مع رقص الناس في تلك المنطقة رائج منذ القدم. وهو معروف بعبارات مثل چه پي، فه تاي، قلاي، پشت پا، دوجار الپر، ژنانه ويتضمن حركات سريعة وجميلة للشباب المتصلين ببعضهم. ومن غايات الرقص الكردي:
1.	لان منطقة الملكشاهية جبلية، فالرقص يعد مهما لتقوية الارجل. يقول الدكتور قطب الدين صادقي: إحدى أهم ميزات الرقص الكردي هو الضرب على الأرض. العديد من الرقصات لا تضم دبكا على الأرض وتكون ناعمة. غير ان الرقص الكردي يرتبط بالمناطق الجبلية التي تتطلب ارجلا قوية.
2.	حياة معظم الملكشاهية هي حياة زراعية وبالتالي فإن لقوة الارجل اهمية كبيرة.
3.	وفق الاسطورة فإن الدبكة تستخدم لحراثة الأرض حيث في كل ضربة من ضربات تزداد بركة الأرض ومن الممكن ان يجني الإنسان من خلالها المزين من المحاصيل. غير ان هذه الاسطورة منسية الآن ولا تؤدي الرقصة غرضا كهذا.
4.	الرقص مصدر تنفس لطاقة الأرض. حيث يعتقد اسطوريا ان الأرض تتنفس عبر هذا الرقص. ويرون انه دون هذا الرقص ستتزلزل الأرض وستكون ارض امراض. وللكرد ارتباط بالارض يحيي هذه الاساطير.
في اعراس الاكراد والملكشاهية كجزء من الاكراد الچوپي أو السه‌رچوپي مهم جدا ويمارس دائما.

## الزي

### زي الرجال
زي الرجال الملكشاهيه هو السِترة والعباءة الطويلة، والبِنْطال الكردي، ويرفق بالزي البُگده (وهو خنجر قصير), الشال، بالإضافة إلى مسدس أو بندقية، عصا، سيوف طويلة.

### زي النساء
يعرف زي نساء الملكشاهية ببساطته وتستره. وهو نوعا ما يشبه زي النساء في باقي مناطق إيران ويتكون من
قتره أو عبا: نوع من العباءات يختلف عن باقي عباءات نساء إيران انه أكبر بكثير وبأردن طويلة تجتاز اليدين. كما يكون بألوان مختلفة مع قطع غير ملونة.
هَبر: وتلف حول الرأس وتكون من المخمل.